# Bando de Tihuya
El cantón de Tihuya o Tijuya fue una de las doce demarcaciones territoriales en las que los aborígenes benahoaritas dividían la isla de La Palma (Canarias) cuando llegaron los conquistadores castellanos a finales del siglo xv.
Su capitán o caudillo durante la conquista fue Chedey, hijo de un adivino que había pronosticado la erupción del volcán de Tacande o Montaña Quemada ocurrida entre 1470 y 1492.

## Etimología
El filólogo e historiador Ignacio Reyes propone su traducción como 'gritos', 'llamadas', 'invocaciones', 'alertas'.
En la documentación histórica aparece también con las variantes Tijuya y Tejuya.
El nombre de este cantón persiste en la toponimia insular bajo la forma Tajuya, denominándose de esta manera una entidad poblacional compartida entre los municipios de El Paso y Los Llanos de Aridane.

## Características
Se extendía aproximadamente desde el barranco de Tenisca hasta la montaña y barranco de Tamanca, abarcando parte de los términos municipales de El Paso, Los Llanos de Aridane y Tazacorte.
En el territorio de Tihuya tuvo lugar hacia 1447 la muerte del conquistador Guillén Peraza, hijo del señor de las islas Hernán Peraza, mientras llevaba a cabo un asalto a la isla.

## Economía
La principal actividad económica fue la ganadería de cabras, aunque también eran recolectores de frutos, raíces y moluscos de costa.